# Nematogenys
Nematogenys – rodzaj słodkowodnych ryb sumokształtnych z monotypowej rodziny Nematogenyidae.

## Zasięg występowania
Środkowe Chile. Obecny zasięg ograniczony do kilku stanowisk w regionach Concepción, Rancagua i Angol.

## Cechy charakterystyczne
Ciało nagie i wydłużone; trzy pary wąsików, podbródkowa, pojedynczy wąsik szczękowy i krótki wąsik nosowy po każdej stronie; brak płetwy tłuszczowej; pokrywy skrzelowe bez kolców; płetwa grzbietowa położona w środkowej części ciała, nad podstawą płetwy odbytowej; kolec płetwy piersiowej ząbkowany na tylnym brzegu.

## Klasyfikacja
Jedynym współcześnie żyjącym gatunkiem zaliczanym do tego rodzaju jest:
- Nematogenys inermis

Z zapisu kopalnego miocenu w Chile opisano:
- †Nematogenys cuivi

Gatunkiem typowym jest Trichomycterus inermis (N. inermis).